# Cibernetica per tutti
Cibernetica per tutti è un saggio di Silvio Ceccato che si occupa delle macchine, del pensiero e del linguaggio, quindi a tutto tondo di una cibernetica della mente. Il libro è una raccolta degli articoli firmati dall'autore e pubblicati nel triennio 1964-1967 sul quotidiano Il Giorno, curata, riordinata, ripulita ed arricchita di considerazioni nuove che fanno da collante. Come afferma Ceccato nell'introduzione, la cibernetica, termine derivante dal greco "pilota", "nocchiero" è quella disciplina che consente allo scienziato di esternare quelle assurdità riservate prima al filosofo, visto che con modelli razionali cerca di studiare se stesso, la ragione, la macchina umana. Ceccato inizia il saggio con la suddivisione fra la cibernetica dell'automazione, quella anatomo-fisiologica (biologica) e quella mentale (filosofica) e con i campi di invadenza del fisiologo e del filosofo oltreché con un excursus della filosofia occidentale e orientale degli ultimi 2500 anni e termina con un capitolo sulle problematiche, sulle contraddizioni e sulle carenze della ricerca scientifica in Italia. 

## Edizioni
- Silvio Ceccato, Cibernetica per tutti, Feltrinelli, 1968,  pp.283 , cap. 12.